# Dialeurolonga maculata
Dialeurolonga maculata là một loài côn trùng cánh nửa trong họ Aleyrodidae, phân họ Aleyrodinae.
Dialeurolonga maculata được Singh miêu tả khoa học đầu tiên năm 1931.